# Spizella
Spizella – rodzaj ptaków z rodziny pasówek (Passerellidae).

## Występowanie
Rodzaj obejmuje gatunki występujące w Ameryce Północnej (włącznie ze Środkową).

## Morfologia
Długość ciała 11–15 cm, masa ciała 8,9–15,7 g.

## Systematyka

### Etymologia
Nazwa rodzajowa pochodzi od słowa spizella oznaczającego w nowoczesnej łacinie „małą ziębę” (zdrobnienie greckiego σπιζα spiza – „zięba” (σπιζω spizō – „ćwierkać”).

### Gatunek typowy
Fringilla pusilla Wilson

### Podział systematyczny
Do rodzaju należą następujące gatunki:
- Spizella passerina (Bechstein, 1798) – spizela białobrewa
- Spizella pallida (Swainson, 1832) – spizela blada
- Spizella atrogularis (Cabanis, 1851) – spizela czarnobroda
- Spizella pusilla (A. Wilson, 1810) – spizela polna
- Spizella breweri Cassin, 1856 – spizela jasnobrzucha
- Spizella wortheni Ridgway, 1884 – spizela szarolica